# Maria Larssons eviga ögonblick
Maria Larssons eviga ögonblick  è un film del 2008 diretto da Jan Troell.

## Riconoscimenti
Guldbagge - 2009
Miglior film
Miglior attore a Mikael Persbrandt
Miglior attrice a Maria Heiskanen
Miglior attore non protagonista a Jesper Christensen
Candidatura a migliore sceneggiatura a Agneta Ulfsäter-Troell, Jan Troell e Niklas Rådström
Candidatura a migliore fotografia a Jan Troell e Mischa Gavrjusjov